# Камбон ле Лавор
Камбон ле Лавор (фр. Cambon-lès-Lavaur) насеље је и општина у јужној Француској у региону Миди Пирене, у департману Тарн која припада префектури Кастр.
По подацима из 2011. године у општини је живело 267 становника, а густина насељености је износила 21,99 становника/km². Општина се простире на површини од 12,14 km². Налази се на средњој надморској висини од 235 метара (максималној 272 m, а минималној 176 m).

## Демографија
| 1962. | 1968. | 1975. | 1982. | 1990. | 1999. | 2011. |
| ----- | ----- | ----- | ----- | ----- | ----- | ----- |
| 210   | 237   | 193   | 181   | 186   | 212   | 267   |

График промене броја становника у току последњих година